# Soufrière (Montserrat)
De Soufrière is een actieve stratovulkaan op het zuidelijke gedeelte van het eiland Montserrat in de Antillen.
Chances Peak was de hoogste berg van Montserrat met een hoogte van 915 meter. De vulkaan was vierhonderd jaar min of meer rustig geweest en Montserrat stond dan ook bekend als een weelderig en groen eiland. Nadat er in 1992 al wat aardschokken geweest waren, kwam echter het einde voor dit eiland van smaragd toen er in 1995 een uitbarsting volgde.
Dankzij de waarschuwingen van de vulkanologen van het Montserrat Volcano Observatory bleef het aantal doden beperkt tot 19, allen mensen die de waarschuwingen en het bevel tot ontruiming van de plaatselijke bestuurders in de wind geslagen hadden.
Dit ontruimingsbevel was overigens niet mis: zelfs de hoofdstad Plymouth en een groot deel van het bouwland moest prijsgegeven worden. De as bedekte bijna twee derde van het eiland. Na 20 maanden relatieve rust kwam de vulkaan opnieuw tot leven in 1999 met de opbouw van een grote lavakoepel op de top van de vulkaan.
In de herfst van 2002 zag de regering zich gedwongen weer een stuk aan de verboden zone toe te voegen en nog 300 eilandbewoners uit hun woningen te evacueren. Alleen de noordpunt van het eiland is nu nog bewoonbaar en vele eilanders hebben hun toevlucht elders moeten zoeken, met name in het Verenigd Koninkrijk.
Op 11 februari 2010 stortte de lavakoepel, die inmiddels 1150 meter hoog was, in. De pyroclastische stromen kwamen tot 400 meter in open zee en de aswolk bereikte een hoogte van 15 km. De hoogste van Soufrière na de instorting wordt geschat tussen de 1.084 en 1.089 meter.
In 2013 was de laatste uitbarsting van Soufrière. Vele fumaroles, gaten waaruit heet gas ontsnapt, bevinden zich op het vulkaan. De temperatuur daalde tot 2018, maar steeg weer. De temperatuur van een specifieke fumarole nam toe van 200 naar 500°C.

## Pompeii
De uitbarsting van de Soufrière is een uitbarsting die vergelijkbaar is met die van de Vesuvius. Voor de uitbarsting van de Soufrière dachten nog veel wetenschappers en vulkanologen dat Plinius de Jongere, die de uitbarsting van de Vesuvius beschreef, erg overdreef met zijn aantekeningen: zo'n uitbarsting zou onmogelijk zijn. Na de uitbarsting van de Soufrière werd Plinius een stuk serieuzer genomen.